# آرثر واتسون سباركس
آرثر واتسون سباركس (بالإنجليزية: Arthur Watson Sparks)‏ هو رسام أمريكي، ولد في 1871، وتوفي في 6 أغسطس 1919 بسبب إنفلونزا.